# Ligne anatomique

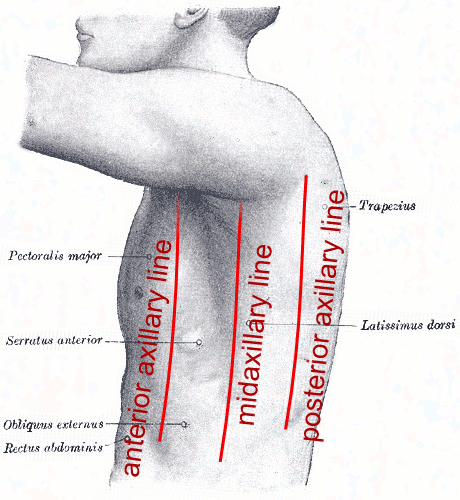
Lignes axillaires.

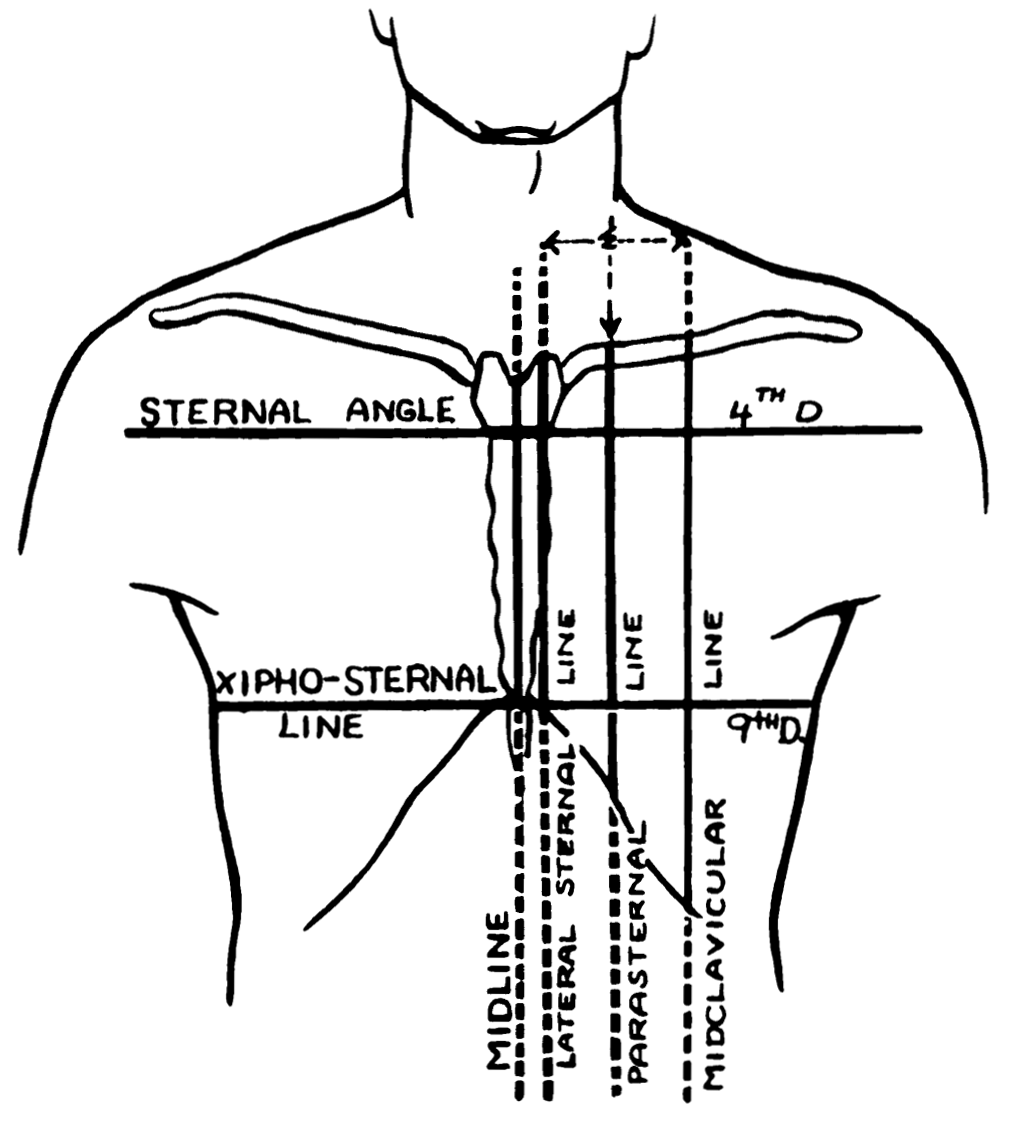
Lignes verticales : ligne médiane, ligne sternale latérale, ligne parasternale et ligne médio-claviculaire. Lignes horizontales : Niveau de l'angle sternal, et ligne zipho-sternale.

Une ligne anatomique est une ligne conventionnelle tracée, souvent par imagination et pour des usages liés à la santé, sur la base de points et emplacements anatomiques. Elle peut ainsi guider certains gestes de nature thérapeutique à la manière d'un repérage. Une ligne anatomique suppose un compromis entre l'anatomie caractéristique d'une espèce donnée et la réalité physique d'un individu particulier. 

## Terminologia Anatomica
Les lignes de référence répertoriées dans Terminologia Anatomica sont :
| Lignes                                               | | Référence TA98 | Terme latin               |
| ---------------------------------------------------- | --- | -------------- | ------------------------- |
| Ligne médiane antérieure (ou ligne médiane ventrale) | Ligne verticale passant par l'ombilic.                                                                          | A01.2.00.012   | linea mediana anterior    |
| Ligne sternale                                       | Partie de la ligne médiane antérieure sur la hauteur du sternum.                                                | A01.2.00.013   | linea sternalis           |
| Ligne parasternale                                   | Ligne de la face ventrale du thorax qui suit le bord latéral du sternum.                                        | A01.2.00.014   | linea parasternalis       |
| Ligne médio-claviculaire                             | Ligne verticale de la face ventrale du thorax passant par le milieu du corps de la clavicule.                   | A01.2.00.015   | linea medioclavicularis   |
| Ligne mamillaire                                     | Ligne verticale de la face ventrale du thorax passant par le mamelon du sein.                                   | A01.2.00.016   | linea mammillaris         |
| Ligne axillaire antérieure                           | Ligne verticale de la face latérale du thorax partant du bord antérieur de la fosse axillaire.                  | A01.2.00.017   | linea axillaris anterior  |
| Ligne axillaire moyenne                              | Ligne verticale de la face latérale du thorax partant du sommet de la fosse axillaire.                          | A01.2.00.018   | linea axillaris media     |
| Ligne axillaire postérieure                          | Ligne verticale de la face latérale du thorax partant du bord postérieur de la fosse axillaire.                 | A01.2.00.019   | linea axillaris posterior |
| Ligne scapulaire                                     | Ligne verticale de la face dorsale du thorax passant par l'angle inférieur de l'omoplate.                       | A01.2.00.020   | linea scapularis          |
| Ligne paravertébrale                                 | Ligne verticale de la face dorsale du thorax correspondant aux pointes des processus transverses des vertèbres. | A01.2.00.021   | linea paravertebralis     |
| Ligne médiane postérieure                            | Ligne verticale de la face dorsale du thorax correspondant aux pointes des processus épineux des vertèbres.     | A01.2.00.022   | linea mediana posterior   |

## Autres lignes anatomiques
La ligne de Malgaigne joint l'épine iliaque antéro-supérieure à l'épine du pubis. Elle correspond à la projection cutanée du ligament inguinal.
La ligne de Tuffier lie le sommet des deux crêtes iliaques et peut servir comme repère lors de la réalisation d'une rachianesthésie.